# The Thundermans: Undercover
The Thundermans: Undercover é uma série de televisão de comédia americana. É um spin-off e sequência de The Thundermans (2013–2018) e The Thundermans Return (2024). Teve sua estreia original em 22 de janeiro de 2025 e, no Brasil, em 7 de abril de 2025.

## Enredo
Após os eventos de The Thundermans Return, The Thundermans: Undercover segue Phoebe e Max, que são enviados disfarçados para lidar com uma nova ameaça na cidade litorânea de Secret Shores e trazer Chloe junto com eles para desenvolver seu talento de super-herói.

## Elenco

### Principal
- Kira Kosarin como Phoebe Thunderman
- Jack Griffo como Max Thunderman
- Maya Le Clark como Chloe Thunderman
- Kinley Rae Cunningham como Kombucha
- Nathaniel Pierce como Jinx
- Daran Norris como Thunderford
- Dana Snyder é a voz de Dr. Colosso

### Convidados
- Chris Tallman como Hank Thunderman
- Rosa Blasi como Barb Thunderman
- Diego Velazquez como Billy Thunderman
- Audrey Whitby como Cherry Seinfield
- Kenny Ridwan como Gideon
- Helen Hong como Sr. Wong
- Jeff Meacham como Diretor Bradford
- Daniele Gaither como Presidente Kickbutt

## Produção
Após o sucesso de The Thundermans Return, uma série spin-off foi anunciada em 16 de maio de 2024. A produção começou em agosto de 2024 em Vancouver, Columbia Britânica.

## Episódios

### Resumo
| Temporada | Temporada | Episódios | Episódios | Exibição Original     | Exibição Original | Exibição no Brasil | Exibição no Brasil |
| Temporada | Temporada | Episódios | Episódios | Estreia               | Final             | Estreia            | Final              |
| --------- | --------- | --------- | --------- | --------------------- | ----------------- | ------------------ | ------------------ |
|           | 1         | 13        | 13        | 22 de janeiro de 2025 | TBA               | 7 de abril de 2025 | TBA                |

### Temporada 1 (2025)
| N.º geral | N.º na temp. | Título                                                         | Dirigido por     | Escrito por                                      | Lançamento                                  |
| --- | ------------ | -------------------------------------------------------------- | ---------------- | ------------------------------------------------ | ------------------------------------------- |
| 1 | 1            | "Thundercover" "Missão Thundercover"                           | Trevor Kirschner | Jed Spingarn & Sean W. Cunningham & Marc Dworkin | 22 de janeiro de 2025 7 de abril de 2025    |
| Max e Phoebe temem que os amigos de Chloe, Blair e Tiff, estejam se aproveitando dela, então eles se disfarçam em Secret Shores em uma missão do Super Presidente Kickbutt. Eles trazem Chloe para ajudá-la a fazer amigos de verdade e viver uma vida normal. Dr. Colosso se junta a eles, pois uma figura misteriosa promete restaurar sua forma humana em troca de um item específico. Ao chegar, Phoebe e Max começam sua missão, enquanto Chloe começa na Escola Secret Shores, onde faz amizade com Booch e Jinx. Enquanto isso, o Dr. Colosso é levado a obter um cartão-chave para um cofre de armas, permitindo que o vilão Malware recupere sua Manopla Giga senciente. Chloe descobre por que foi levada para Secret Shores e se teletransporta de volta para Hiddenville, assim como o Super Presidente Kickbutt informa a Max e Phoebe que Malware escapou da prisão. Max e Phoebe o rastreiam e lutam contra Malware, mas ele os captura e os prende em um "firewall". Chloe, percebendo que Blair e Tiff estão se aproveitando dela, retorna para resgatar Max e Phoebe. Juntos, eles derrotam Malware e confiscam sua Manopla Gigante. Após a prisão de Malware e a prisão domiciliar do Dr. Colosso, o Super Presidente Kickbutt revela uma transmissão criptografada do vilão Mastermind, convidando outros a se juntarem a uma nova Liga de Vilões em Secret Shores. Max, Phoebe e Chloe decidem ficar em Secret Shores para impedir novas ameaças. Participações especiais: Chris Tallman como Hank, Rosa Blasi como Barb, Diego Velazquez como Billy Participações especiais: Ryan Ochoa como Malware, Nikolai Witschl como Mastermind, Mela Piertropalo como Blair, Ivory Baker como Tiff, Daniele Gaither como Presidente Kickbutt. |              |                                                                |                  |                                                  |                                             |
| 2 | 2            | "Faulty Powers" "Poderes Defeituosos"                          | Trevor Kirschner | Sean W. Cunningham & Marc Dworkin                | 22 de janeiro de 2025 8 de abril de 2025    |
| Durante o treinamento de super-heróis para se preparar para enfrentar o Mastermind, Chloe é acidentalmente atingida por uma bola de energia gama, que se mistura com o protetor solar de Phoebe e faz com que ela fique invisível. Thunderford examina Chloe e descobre que a combinação interrompeu seus poderes, e ele trabalha em uma cura. No entanto, o Dr. Colosso não pode ajudar porque faltam três créditos para concluir seu diploma de médico. Enquanto Phoebe e Max tentam controlar Chloe, ela desenvolve superpoderes aleatórios, aproveitando as habilidades de toda a família Thunderman. Embora Max consiga consertar os poderes de Chloe usando uma bola de energia gama com um campo eletromagnético invertido, Thunderford avisa que Chloe experimentará um novo poder que afetará sua aparência durante uma festa em Splat By-The-Sea. Chloe se transforma em um cupcake. Phoebe e Max usam uma tática inteligente para encontrar o cupcake, percebendo que na verdade é Chloe. Thunderford finalmente encontra uma cura para a condição de Chloe e envia a receita para um supermédico local. Enquanto isso, o Dr. Colosso faz um discurso online sobre sua formatura na Evil University Online, apenas para perceber que estava no mudo o tempo todo. Ator convidado: Michael Delleva como Wayland |              |                                                                |                  |                                                  |                                             |
| 3 | 3            | "Bummer School" "O Grande Concurso da Mascote"                 | Trevor Kirschner | Sean W. Cunningham & Marc Dworkin                | 29 de janeiro de 2025 9 de abril de 2025    |
| Para se encaixar na Secret Shores, Max e Phoebe aceitam empregos na Secret Shores School - Max se torna a vice-diretora e Phoebe se torna a professora de arte, para surpresa de Chloe, já que Phoebe admite que é péssima em arte. Na escola, Max e Phoebe discutem, e o diretor Taylor conta a Chloe sobre o mascote Masc-Off, onde os alunos criam um novo mascote da escola. O antigo mascote lontra foi aposentado após um suposto ataque de uma família de lontras, pelo qual Phoebe e Max são culpados. Chloe faz com que Kombucha e Jinx se juntem à competição. Quando o diretor Taylor mostra a Phoebe um currículo que inclui uma alegação falsa feita por Max de que Phoebe passou quatro meses na prisão por provar uvas em um supermercado, Phoebe e Max brigam. No caos, eles acidentalmente quebram a cabeça do mascote do narval. Chloe os critica por sua irresponsabilidade. Depois de fazer as pazes, Phoebe e Max recrutam o Dr. Colosso, que é surpreendentemente bom em arte, para consertar o mascote. No Mascote Masc-Off, a primeira entrada é um mascote de protetor solar, mas Phoebe e Max conseguem terminar o mascote narval. O diretor Taylor fica impressionado e declara que é o projeto vencedor. Participações especiais: Jennifer Spence como Diretora Taylor, Berkley Holtrop como Sunscreen Kid |              |                                                                |                  |                                                  |                                             |
| 4 | 4            | "The Parent Zap" "Troca Relâmpago"                             | Trevor Kirschner | Jed Spingarn                                     | 5 de fevereiro de 2025 10 de abril de 2025  |
| Thunderford dá a Phoebe, Max e Chloe gadgets para sua missão. Enquanto isso, Phoebe e Max deixam Chloe, Kombucha e Jinx assistirem a um filme de terror e comerem doces, o que resulta em Kombucha se tornando hiperativa e Jinx ficando com medo. Isso faz com que Randy e Adele, os pais de Kombucha e Jinx, queiram conhecer Chloe. Com Hank e Barb em uma missão, Max e Phoebe usam o Disguise-alizer para se passar por eles para manter as coisas tranquilas. No entanto, quando os verdadeiros Hank e Barb retornam, eles descobrem o que está acontecendo e se transformam em Max e Phoebe, causando o caos. Chloe, Max e Phoebe lutam para consertar a situação antes que seu disfarce seja descoberto e Chloe perca seus amigos. Depois de uma tentativa fracassada, Chloe convence a diretora Taylor a falar positivamente sobre os Thundermans, permitindo que Kombucha e Jinx fiquem amigas dela. A reviravolta: o diretor Taylor era na verdade o Dr. Colosso disfarçado. Hank e Barb pegam o disfarce e partem para trazer Billy e Nora de volta da Lua, com Hank fazendo sua saída dramática habitual pelo telhado. Participações especiais: Chris Tallman como Hank, Rosa Blasi como Barb Participações especiais: Katrina Reynolds como Adele, Toby Berner como Randy, Jennifer Spence como Diretora Taylor |              |                                                                |                  |                                                  |                                             |
| 5 | 5            | "Save the Date" "Guarde a Data"                                | Jon Rosenbaum    | Hannah Suria                                     | 12 de fevereiro de 2025 11 de abril de 2025 |
| Max evita o serviço de prato enquanto janta com Phoebe e Chloe no Splat By-The-Sea. Depois de um encontro com suas pranchas de surfe, Phoebe conhece Trey, um funcionário de uma loja de surf. Ela mostra a Max e Chloe imagens de um caminhão de sorvete suspeito em Secret Shores, e Chloe planeja ajudar Phoebe a convidar Trey para sair. Max aposta com Phoebe que, se ela puder desligar Thundergirl por um dia, ele lavará a louça. Phoebe impressiona Trey, enquanto Max luta para detectar crimes. Depois que Phoebe consegue um encontro com Trey, Max e Dr. Colosso criam uma emergência falsa para sabotar a aposta de Chloe. Enquanto isso, Phoebe escolhe uma roupa de encontro com a ajuda de Thunderford. Max tenta enganar Phoebe para se tornar Thundergirl, mas ela mantém o foco em seu encontro. No Splat By-The-Sea, Booch e Jinx procuram um fone de ouvido perdido. Max liga para Phoebe sobre o caminhão de sorvete, e Chloe sai para ver como ele está, supondo que ele esteja mentindo. Eles são emboscados por Brain Freeze, um vilão de sorvete que usa uma arma de congelamento cerebral para incapacitá-los. Brain Freeze planeja fazer uma lavagem cerebral em Secret Shores, mas Phoebe chega bem a tempo de destruir seus alto-falantes hipno-sônicos e salvar o dia. Ela volta para seu encontro com Trey e Max admite que vai lavar a louça depois de perder a aposta. Participações especiais: Nikolai Witschl como Mastermind, Michael Delleva como Wayland, Wei Chung como Trey, Tony Alcantar como Brain Freeze |              |                                                                |                  |                                                  |                                             |
| 6 | 6            | "Cherry Bad Things" "Cherry Coisas Ruins"                      | Jon Rosenbaum    | Nora Sullivan                                    | 26 de fevereiro de 2025 14 de abril de 2025 |
| Phoebe limpa a casa em preparação para a visita de sua melhor amiga Cherry a Secret Shores e convida Kombucha para se juntar a ela e Cherry em um spa de alta tecnologia. O Kombucha só concorda depois que Chloe menciona que o spa tem cadeiras de massagem. Depois que Kombucha e Jinx saem para visitar Nana Jinx, Cherry chega e Max fica surpresa ao ver que ela ainda tem seus poderes de brilho. Cherry afirma que se perdeu e acabou na lanchonete League of Heroes em vez do QG. Thunderford diz a Phoebe que eles podem remover os poderes de brilho de Cherry com a varinha de remoção de energia Super Undooper, que ele pede usando o cartão de crédito de Phoebe. Quando a varinha chega, Phoebe descobre que perdeu seu compromisso na Liga dos Heróis de propósito. Ela e Cherry concordam em usar a varinha antes que Cherry volte para Hiddenville. Eles se encontram com Chloe e Kombucha no spa, enquanto Max é visitado por Jinx, que quer se juntar à noite de seus rapazes e o conquista com dois fones de ouvido de realidade virtual. No spa, Phoebe e Chloe tentam impedir que Kombucha perceba Cherry usando seus poderes. Enquanto isso, Dr. Colosso tenta sabotar o jogo de realidade virtual de Max e Jinx com dardos, mas continua desaparecido. No spa, a máquina de esmaltes assusta Cherry, fazendo com que ela destrua acidentalmente o painel de controle do spa, acionando seu modo de privacidade. Phoebe congela o Kombucha e elabora um plano, enquanto o Dr. Colosso continua errando seus dardos em Max e Jinx. Phoebe faz com que Cherry use seus poderes de brilho para cortar uma porta e libertá-los assim que o Kombucha descongela. Phoebe e Cherry voltam para o condomínio, cobrindo a noite, e Phoebe finalmente convence Cherry a desistir de seus poderes de brilho. Feito isso, Phoebe e Cherry fazem uma selfie "melhores amigas, sem poderes, nunca mais indo a um spa". Atriz convidada: Audrey Whitby como Cherry |              |                                                                |                  |                                                  |                                             |
| 7 | 7            | "Not So Fast and Furious" "Não Tão Velozes e nem Tão Furiosos" | Wendy Faraone    | Scott Taylor & Wesley Jermaine Johnson           | 5 de março de 2025 15 de abril de 2025      |
| Max envia Chloe em uma missão para fazer recados internacionais enquanto Phoebe descobre que Kitty Klaw, uma supervilã ultrarrápida com poderes de chita, está causando estragos em Secret Shores. Chloe sai para trazer Billy para ajudar a lutar contra Kitty Klaw. Billy concorda em ajudar, mas Max o envia em recados. Enquanto isso, Chloe, Kombucha e Jinx entram furtivamente na Escola Secret Shores para uma caça aos fantasmas para que Jinx possa se juntar ao Clube Paranormal. Billy causa uma avalanche no Chile e se arrepende depois que um boneco de neve foi destruído. Isso faz com que ele se aposente de ser um herói. Max tenta convencê-lo do contrário, mas Billy permanece firme. Phoebe rastreia Kitty Klaw até um zoológico abandonado, onde ela é capturada e amarrada por Kitty Klaw. Max, incapaz de convencer Billy a ajudar, corre para salvar o próprio Phoebe. Chloe finge ser o fantasma para assustar os membros do Clube Paranormal, enquanto Billy chega bem a tempo de salvar Max e Phoebe. Billy derrota Kitty Klaw, prendendo-a em seu próprio dispositivo. De volta ao condomínio, Billy é agradecido por sua ajuda enquanto Max pede que ele ou Chloe o ajudem a pegar chocolate quente da Suíça. Chloe vai para a Suíça para tomar um chocolate quente, deixando Max para trás, enquanto Phoebe e Max brindam à vitória de Billy sobre Kitty Klaw. Ator convidado especial: Diego Velazquez como Billy Participações especiais: Lilimar Hernandez como Kitty Klaw, Ellexis Wejr como Morgana, Billy Christos Jr. como Horatio, Casey Trotter como Bob |              |                                                                |                  |                                                  |                                             |
| 8 | 8            | "For Your Spies Only" "Só Para seus Espiões"                   | Wendy Faraone    | Angela Yarbrough                                 | 12 de março de 2025 16 de abril de 2025     |
| Enquanto Phoebe e Max se preparam para a Noite dos Pais e Professores na Escola Secret Shores, elas proíbem Chloe de receber amigos, mesmo quando ela mostra a eles uma apresentação sobre isso com a ajuda de Thunderford. Chloe tem Kombucha e Jinx atrás das costas de Phoebe e Max e passa o Dr. Colosso para fora de seu coelho de estimação. Na Secret Shores School, Phoebe e Max são advertidos por Prinicpal Taylor sobre o Superintendente Ferguson, que é conhecido por demitir professores que não o impressionam, ganhando o apelido de "Fiery Ferguson", como visto quando ele demite uma merendeira que fazia limonada ruim. Em uma tentativa de impressionar o Superintendente Ferguson por sugestão do Diretor Taylor, Max faz com que Phoebe faça uma apresentação de arte e a aconselha a não falhar ou então eles perderão seus empregos e a Liga dos Heróis os tirará de sua missão secreta. Enquanto isso, Kombucha dá ao Dr. Colosso uma reforma quando Jinx acidentalmente tropeça no Covil Aéreo do Condomínio, onde ele suspeita que espiões moram no condomínio. Na Secret Shores School, Max planeja usar telecinese para ajudar Phoebe com seu programa de arte. Jinx chega vestindo um traje para ajudar a detectar espiões malignos. Devido a Jinx confundir o pai de Ricky Phillips, que está vestido de pirata, com um pirata de verdade, ele joga uma história no Sr. Phillips. Isso acaba fazendo com que o Sr. Phillips caia no vendedor de cerâmica de Phoebe, fazendo com que a escultura de argila exploda em Max e todos se afastem da explosão. Depois que Jinx sai, Phoebe e Max começam a repreender Chloe quando o Superintendente Ferguson retorna. Apesar de seu acidente, o superintendente Ferguson fica impressionado com o contorno de argila de Max e declara que seus empregos estão seguros.... Desta vez. Chloe convence Phoebe e Max a repreendê-la, pois ela afirma que ajudou a salvar seus empregos enquanto pedia sua ajuda. De volta ao condomínio, Phoebe e Max convencem Jinx de que os espiões se mudaram do condomínio enquanto Phoebe e Max encontram o Dr. Colosso em seu novo visual. Participações especiais: Jennifer Spence como Diretor Taylor, John Murphy como Superintendente Ferguson, Byron Brisco como Sr. Phillips |              |                                                                |                  |                                                  |                                             |
| 9 | 9            | "No Friend in Sight"                                           | Trevor Kirschner | Samantha Martin                                  | 19 de março de 2025                         |
| Enquanto Chloe tenta ter tempo para mim assistindo ao próximo episódio de Glove Island, ela continua sendo interrompida por Max e Phoebe. Chloe sugere que eles deveriam começar a fazer seus próprios amigos para fazer coisas como o que fizeram em Hiddenville. Eles acabam fazendo amizade com uma barista atlética chamada Brenda. Ela fica surpresa que Phoebe e Max sejam irmãos. Phoebe e Max começam a competir pela atenção de Brenda. Enquanto isso, Chloe tem que lidar com um pelicano que entrou no condomínio. Com o Centro Esportivo hospedando um evento envolvendo Who-Tein Shakes endossado por celebridades e Phoebe querendo levar Brenda a um "clube do livro", Max afirma que Brenda terá que fazer uma escolha. Brenda quer ir com Max, pois o evento Who-Tein Shakes é um evento de uma noite e pode conversar com Phoebe sobre romances russos amanhã. No Centro Esportivo, Max e Brenda desfrutam de alguns Who-Tein Shakes enquanto Phoebe entra no evento como fornecedora como parte de seu plano para roubar Brenda de volta de Max. Enquanto isso, Dr. Colosso surpreende Chloe afirmando que o pelicano é o amigo do Dr. Colosso, Barry, de seu grupo de pôquer, enquanto ele lembra a Barry que a noite de pôquer é na quarta-feira, quando Barry sai. De volta ao Centro Esportivo, a competição de Max e Phoebe pela amizade de Brenda chega ao ponto em que Brenda se posiciona afirmando que eles têm um ao outro como amigos compatíveis. Quando Phoebe e Max perguntam se estão lá um para o outro, eles gritam para o céu "NÃO"! Participações especiais: Michael Delleva como Wayland, Jessica Marie Garcia como Brenda, Austin Trapp como Jim, Omotayo Durojaiye como Tori, Dreyden Free como Buff Guy |              |                                                                |                  |                                                  |                                             |
| 10 | 10           | "All About Steve" "Tudo Sobre o Steve"                         | Phill Lewis      | Dan Serafin                                      | 26 de março de 2025 17 de abril de 2025     |
| Billy liga para seus irmãos dizendo que ele estava no jogo de pickleball da Liga dos Heróis e conheceu um novo amigo chamado Steve, que tem poderes incríveis e seria perfeito como seu ajudante na T-Force. No dia seguinte, Billy apresenta Steve. Enquanto isso, em Splat By-The-Sea, Jinx informa a Chloe e Kombucha que ele tem uma queda por uma garota legal que mora à beira-mar. No condomínio, Max e Phoebe conversam com Billy querendo alistar Steve para a T-Force. Phoebe e Max afirmam que precisam de uma rápida demonstração dos poderes de Steve antes de finalizarem sua decisão. Steve mostra sua habilidade de "s'more blast". Phoebe e Max falam sobre por que não podem deixar um garoto mais poderoso se juntar à T-Force, pois serão motivo de chacota na Liga dos Heróis. Phoebe e Max então aproveitam a oportunidade para listar os prós e contras de Steve se juntar à T-Force. Billy lista coisas relacionadas a s'more e preenche o vazio deixado por Nora como os prós, sem listar nenhum contra. Max começa seu plano de mentir dizendo a Billy que as equipes da Liga Heroica têm um limite de 7 membros, que apenas os co-capitães sabem. Do lado de fora, Steve queima um marshmallow enquanto planeja se livrar de Phoebe ou Max para abrir espaço para uma vaga na T-Force. Ele coloca o Air Lair em modo de bloqueio enquanto seu mega marshmallow se prepara para explodir. Enquanto isso, Jinx aponta Chloe e Kombucha para a nova garota que ele conheceu no parque de skate e faz Jinx querer ser uma Jinx melhor. Chloe se teletransporta para o Air Lair e afirma que ela disse a eles que seu plano de não ser honesto com Billy explodiria na cara deles. Ela consegue evacuar Phoebe e Max do Air Lair. Billy descobre o que Steve fez com eles e é aconselhado por Max a usar sua supervelocidade para visitar Nora a qualquer momento enquanto ele foge para contar a Nora. Phoebe e Max então levam Steve para a prisão. Ator convidado especial: Diego Velazquez como Billy Participações especiais: Michael Delleva como Wayland, Max Malas como Steve, Halle Lauridsen como Ella |              |                                                                |                  |                                                  |                                             |
| 11 | 11           | "Tide and Prejudice"                                           | Trevor Kirschner | Sean W. Cunningham & Marc Dworkin                | 2 de abril de 2025                          |
| Phoebe, Max e Chloe conhecem o super-herói aquático Maré Alta, que morava no condomínio e foi o escritor do livro Maré e Preconceito, quando ele descobre que eles foram designados para o condomínio pela Liga dos Heróis. High Tide afirma que ele estava preso dentro de um molusco gigante e fez amizade com uma pérola chamada Pearly. Phoebe e Max rejeitam a sugestão de Chloe de informar o Super Presidente Kickbutt sobre o retorno de Maré Alta. Enquanto isso, Kombucha e Jinx estão trabalhando em uma petição para liberar a água. De volta ao condomínio, High Tide é lembrada por Phoebe que ela, Max e Phoebe foram designados para este condomínio pelo Super Presidente Kickbutt. A Maré Alta quer que eles voltem para Hiddenville. Phoebe e Max tentam argumentar com ele onde ele finge entender e sai. Enquanto isso, na Secret Shores School, Kombucha e Max começam seu protesto em massa despejando uma mistura de cimento industrial orgânico na fonte de água, o que não vai bem. Phoebe e Max recebem uma notificação de que há uma ameaça de inundação interna na Escola Secret Shores enquanto Chloe lembra que Kombucha e Jinx estão na escola. High Tide entra afirmando que ele vai provar que ele é o verdadeiro protetor de Secret Shores, convocando algumas estrelas do mar de sua concha especial para se prender em seus rostos. Ele chega onde usa seu arpão nos canos e cobre os olhos de Kombucha e Jinx com seu Super Starfish Attack. Dr. Colosso usa as habilidades que aprendeu quando era o soprano principal no musical de sucesso da Liga dos Vilões, Illegally Blonde, para tirar a estrela do mar deles. O Super Presidente Kickbutt liga afirmando que High Tide foi avistado em Secret Shores e precisa ser trazido para sua avaliação imediatamente devido a suas defesas desastrosas. Phoebe, Max e Chloe vão para a Escola Secret Shores. Chloe os aconselha a combinar sua telecinese e congelar a respiração na Maré Alta. Esse plano funciona quando Chloe teletransporta a Maré Alta e Perolada congeladas para a Liga Heroica e depois retorna para desligar a válvula de água de todo o prédio. Max liberta Kombucha e Jinx e chama o Dr. Colosso para usar seu tom de canto para tirar a estrela do mar de seus rostos. Quando Jinx pergunta de onde veio o canto, Kombucha afirma "Era a voz de um anjo". Participações especiais: Daniele Gaither como Super Presidente Kickbutt, Geno Segers como Maré Alta, John Murphy como Superintendente Ferguson (apenas crédito), Ariah Lee como Maisy |              |                                                                |                  |                                                  |                                             |
| 12 | 12           | "Prank You, Next"                                              | Kira Kosarin     | Chris Tallman                                    | 9 de abril de 2025                          |
| 13 | 13           | "From Dust Till Dawn"                                          | ASD              | ASD                                              | 16 de abril de 2025                         |